# Temple d'Amon (Napata)
Pour les articles homonymes, voir Temple d'Amon.
Le temple d'Amon à Napata est un site archéologique au Djebel Barkal dans l'État du Nord, dans l'actuel Soudan. Il est situé à environ 400 kilomètres au nord de Khartoum, près de Karima (en). 
Ce temple était dédié au dieu Amon, un des principaux dieux de l'Égypte antique. Il se trouve près d'une grande courbe du Nil, dans la région qui était appelée la Nubie dans les temps anciens. 
Le temple d'Amon était l'un des plus grands temples du Djebel Barkal, considéré comme un sanctuaire très important pour la population locale. Non seulement le temple d'Amon était un centre principal de ce qui à une époque était considéré comme une religion presque universelle, mais, avec les autres sites archéologiques du Djebel Barkal, il était représentatif de la renaissance des valeurs religieuses égyptiennes. 
Jusqu'au milieu du XIXe siècle, le temple est soumis au vandalisme, à la destruction et au pillage, avant d'être placé sous la protection de l'État. Il est reconnu au Patrimoine mondial de l'Unesco.

## Historique
La construction du temple s'effectue au XIIIe siècle av. J.-C.. La fondation du temple a probablement eu lieu sous le règne de Thoutmôsis III, la construction a continué pendant son règne et celui de Ramsès II. 
Surtout à l'époque de l'empire napatéen, le temple est d'une grande importance pour le royaume koushite. Le roi nubien Piânkhy (Piye) et les pharaons nubiens ultérieurs agrandissent le complexe du temple d'Amon de Barkal, qui rivalise avec le temple d'Amon à Thèbes plus au nord. 
Bien que les premiers monarques de Méroé aient leur propre capitale, l'ensemble de la cour et des dignitaires se déplace au temple d'Amon de Djebel Barkal pour le couronnement. Sur place, le roi pénètre au fond, au cœur du sanctuaire, où il est confirmé roi par un oracle divin. 
Dans les années 25 / 24 avant notre ère, les Romains envahissent la Nubie lors d'une campagne militaire menée par Gaius Petronius contre les Koushites. Il détruit le temple d'Amon et prend le Djebel Barkal à la reine Amanirenas, la candace au pouvoir. Mais les Romains ne sont pas en mesure de conserver leur avantage territorial, et se retirent après avoir complètement rasé Napata.
Les derniers travaux de construction de grande ampleur sont réalisés par le roi koushite Natakamani, qui répare une partie des destructions romaines, agrandit le complexe du temple, rénove la première rangée de pylônes ainsi que d'autres parties du temple.

## Architecture

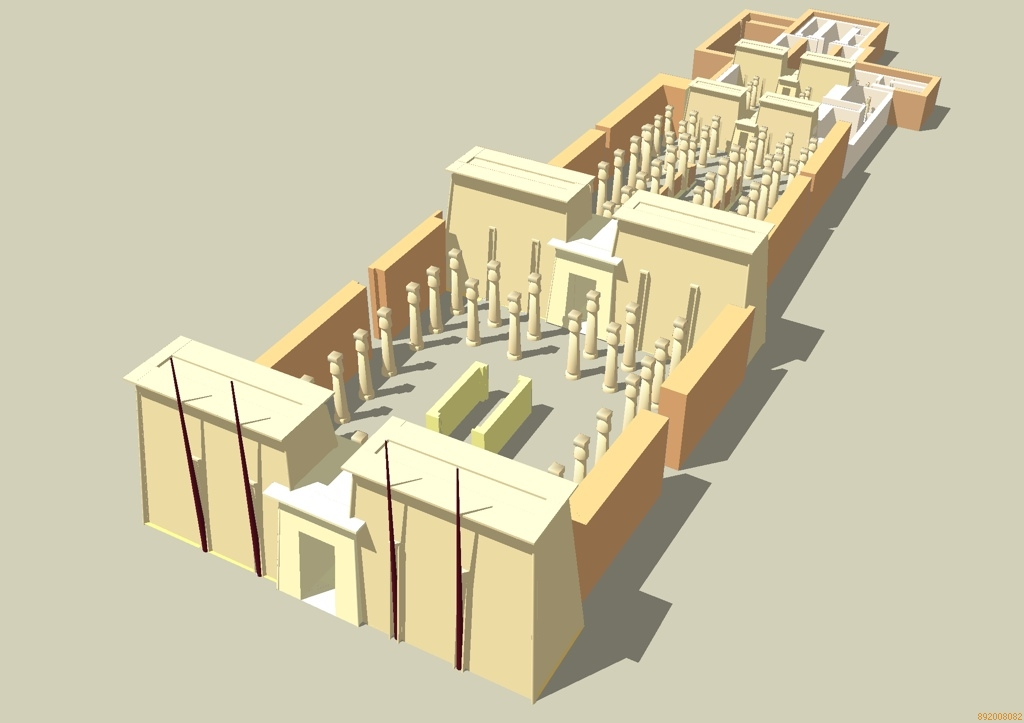
Reconstitution du grand temple d'Amon.

Le temple d'origine est relativement petit, composé d'un seul ensemble de deux pylônes et d'une cour à dix colonnes. Pendant le règne de Ramsès II, sous la XIXe dynastie, la structure comprend les deuxième et troisième groupes de pylônes, une cour hypostyle, une salle avec des annexes, une chapelle et un complexe de pronaos et de naos. 
Les ajouts comprennent un deuxième temple derrière un couple de pylône, une autre cour, probablement sans piliers, et plusieurs chapelles.
Une rénovation et un agrandissement remarquables du temple, attribués à Piânkhy, se déroulent en trois étapes. Tout d'abord, l'ancien temple est renforcé par un mur et un autre petit portique. Pour la deuxième étape, un grand hall de cinquante colonnes est construit. Seuls les piliers, les murs de fondation et les entrées sont en grès, les murs restants sont en briques non cuites. Enfin, Piânkhy construit une grande ferme, également décorée de colonnes. 
Différentes générations de monarques égyptiens et napatéens ont ainsi contribué à sa construction. L'architecture du temple à son apogée se compose d'une entrée marquée par un portique de deux pylônes, derrière lesquels se trouve une cour à colonnades. Deux autres pylônes et une autre salle à colonnes suivent, puis une plus petite salle à colonnes avec d'autres pièces derrière, qui sont le sanctuaire proprement dit. L'espace sacré du sanctuaire se compose de trois chapelles juxtaposées. La cour et le portique ont chacun leur propre entrée encadrée de deux grands pylônes. L'ensemble du complexe du temple atteint plus de 150 mètres de long.

## Aménagement, statues, stèles

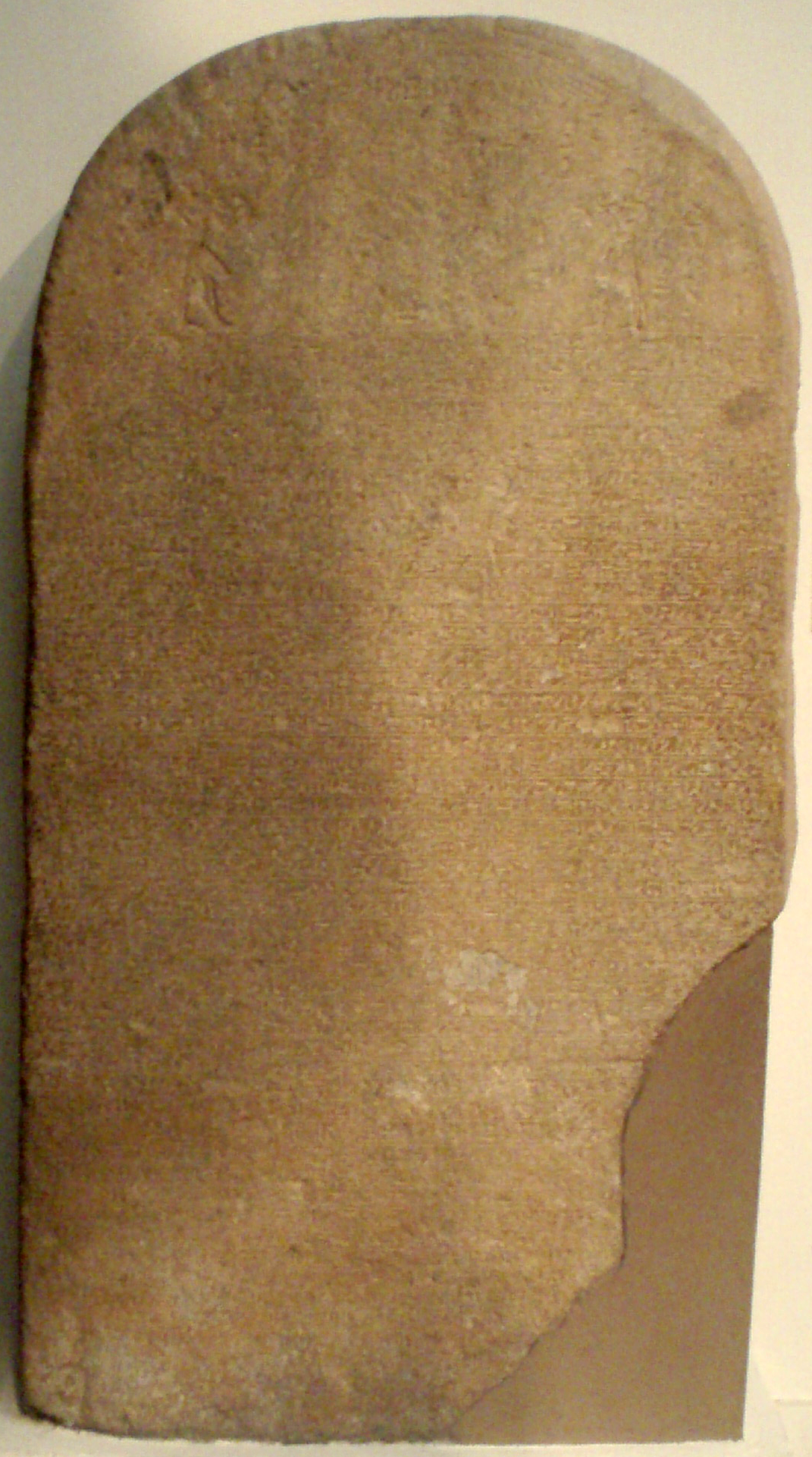
La stèle de Thoutmôsis III.

Au nord du premier couple de pylônes, une cache de statues est découverte, qui comprenait la statue sans tête de Tantamani, également connu sous son nom d'Amon, Tanoutamon, le successeur de Taharqa. 
De nombreux monarques ont ajouté leur propre stèle, décoré des murs ou érigé des statues dans le temple. Comme le centre religieux est d'une importance majeure pour les Égyptiens et les Nubiens, la stèle de Thoutmôsis III, dite stèle de la victoire, contient l'inscription caractérisant le temple « Maison d'Amon et trône des Deux Pays ». 
Cette inscription, découverte au temple d'Amon, se trouve maintenant au musée des Beaux-Arts de Boston. Il y a des stèles attribuées à Horemheb et à Séthi Ier. Taharqa fait construire dix statues colossales. Tanoutamon érige un petit sanctuaire dans le portique. Dans la première cour, des rangées de piliers sont attribuées à Piânkhy et Harsiotef.